# London Borough of Hackney

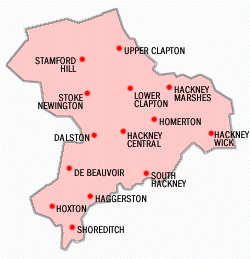
Några områden i London Borough of Hackney.

London Borough of Hackney är en kommun (borough) i nordöstra London med cirka 260 000 invånare (2022). Den bildades 1965 när Borough of Hackney, Borough of Shoreditch och Borough of Stoke Newington slogs ihop. 

## Distrikt
Distrikt som helt eller delvis ligger i Hackney:
- Dalston
- Hackney
- Hackney Marshes
- Hackney Wick
- Haggerston
- Hoxton
- Homerton
- Lea Bridge
- Lower Clapton
- Manor House
- Stamford Hill
- Stoke Newington
- Shacklewell
- Shoreditch
- South Hackney
- Upper Clapton